# Roque az 1904. évi nyári olimpiai játékokon
Az 1904. évi nyári olimpiai játékokon a roque egyetlen számában, férfi egyéniben hirdettek olimpiai bajnokot.
A roque a kroketthez hasonló amerikai játék, biliárdgolyóval és fakalapácsszerű ütővel játsszák.

## Éremtáblázat
(A rendező ország csapata eltérő háttérszínnel, az egyes számoszlopok legmagasabb értéke vagy értékei vastagítással kiemelve.)
| Az 1904. évi nyári olimpiai játékok éremtáblázata roque-ban | Az 1904. évi nyári olimpiai játékok éremtáblázata roque-ban | Az 1904. évi nyári olimpiai játékok éremtáblázata roque-ban | Az 1904. évi nyári olimpiai játékok éremtáblázata roque-ban | Az 1904. évi nyári olimpiai játékok éremtáblázata roque-ban | Olimpia  |
| ----------------------------------------------------------- | ----------------------------------------------------------- | ----------------------------------------------------------- | ----------------------------------------------------------- | ----------------------------------------------------------- | -------- |
|                                                             | Ország                                                      | Arany                                                       | Ezüst                                                       | Bronz                                                       | Összesen |
| 1.                                                          | Egyesült Államok (USA)                                      | 1                                                           | 1                                                           | 1                                                           | 3        |
|                                                             |                                                             |                                                             |                                                             |                                                             |          |
| Összesen                                                    | Összesen                                                    | 1                                                           | 1                                                           | 1                                                           | 3        |

## Érmesek
| Az 1904. évi nyári olimpiai játékok érmesei roque-ban |                                          |                                         |                                        |
| Versenyszám                                           | Arany                                    | Ezüst                                   | Bronz                                  |
| Férfi egyes                                           | Charles Jacobus · Egyesült Államok (USA) | Smith Streeter · Egyesült Államok (USA) | Charles Brown · Egyesült Államok (USA) |